# Copa de Alemania 1999-2000
La Copa de Alemania 1999-2000 fue la 57.ª edición del torneo de copa de fútbol más importante de Alemania organizado por la Asociación Alemana de Fútbol, el cual contó con la participación de 73 equipos y que se jugó del 31 de julio de 1999 al 6 de mayo de 2000.
El FC Bayern Múnich venció al campeón defensor Werder Bremen en la final jugada en el Olympiastadion para ganar su décima copa nacional.

## Resultados

### Primera Ronda
| 31-71-1999         |     |                          |                |
| SC Verl            | 0-0 | Borussia Mönchengladbach | (t.e.) (6-5 p) |
| Darmstadt 98       | 2-4 | Chemnitzer FC            |                |
| FC Carl Zeiss Jena | 1-2 | SpVgg Greuther Fürth     |                |
| VFC Plauen         | 1-0 | Alemannia Aachen         |                |
| VfL Osnabrück      | 0-1 | FC Energie Cottbus       |                |
| VfL Hamm/Sieg      | 0-4 | Stuttgarter Kickers      |                |
| FC Singen 04       | 3-2 | Rot-Weiß Oberhausen      |                |
| 1-8-1999           |     |                          |                |
| Fortuna Düsseldorf | 2-0 | 1. FC Nürnberg           |                |
| Wuppertaler SV     | 1-2 | Kickers Offenbach        |                |

### Segunda Ronda
| 6-8-1999            |     |                        |                |
| VfL Halle 96        | 1-2 | 1. FSV Mainz 05        |                |
| 1. SC Norderstedt   | 0-3 | VfB Stuttgart          |                |
| SSV Reutlingen      | 2-3 | VfL Bochum             |                |
| Eintracht Trier     | 1-1 | Karlsruher SC          | (t.e.) (5-4 p) |
| KFC Uerdingen 05    | 0-4 | Tennis Borussia Berlin |                |
| FC Gütersloh        | 0-1 | FC Energie Cottbus     |                |
| 7-8-1999            |     |                        |                |
| SV Babelsberg 03    | 1-0 | SpVgg Unterhaching     |                |
| FK Pirmasens        | 0-3 | TSV 1860 München       |                |
| 1. FC Pforzheim     | 0-2 | SC Freiburg            |                |
| Berliner FC Dynamo  | 0-2 | Arminia Bielefeld      |                |
| SV Werder Bremen II | 3-1 | Fortuna Köln           |                |
| SG Wattenscheid 09  | 1-7 | 1. FC Köln             |                |
| SV Meppen           | 2-1 | Kickers Offenbach      |                |
| VFC Plauen          | 1-2 | Stuttgarter Kickers    |                |
| TuS Langerwehe      | 0-6 | Chemnitzer FC          |                |
| FC Singen 04        | 1-3 | SpVgg Greuther Fürth   |                |
| FC Schönberg 95     | 0-3 | SV Waldhof Mannheim    |                |
| SpVgg Landshut      | 0-2 | Hansa Rostock          |                |
| 8-8-1999            |     |                        |                |
| Fortuna Düsseldorf  | 0-2 | SSV Ulm 1846           |                |
| SC Verl             | 0-4 | Eintracht Frankfurt    |                |
| TSV 1860 Rosenheim  | 1-2 | FC St. Pauli           |                |
| VfB Lübeck          | 0-1 | Hannover 96            |                |
| 9-8-1999            |     |                        |                |
| 1. FC Saarbrücken   | 0-1 | FC Schalke 04          |                |

### Tercera Ronda
| 12-10-1999             |     |                      |                |
| SV Babelsberg 03       | 2-4 | SC Freiburg          | (t.e.)         |
| SV Waldhof Mannheim    | 3-2 | Bayer Leverkusen     | (t.e.)         |
| Hannover 96            | 1-2 | Arminia Bielefeld    |                |
| FC St. Pauli           | 0-2 | SSV Ulm 1846         |                |
| SpVgg Greuther Fürth   | 1-3 | Hansa Rostock        |                |
| Stuttgarter Kickers    | 3-1 | Borussia Dortmund    |                |
| 13-10-1999             |     |                      |                |
| SV Werder Bremen       | 2-2 | 1. FC Kaiserslautern | (t.e.) (4-3 p) |
| 1. FC Köln             | 2-1 | Eintracht Frankfurt  |                |
| SV Werder Bremen II    | 0-1 | VfB Stuttgart        |                |
| Chemnitzer FC          | 2-3 | VfL Wolfsburg        |                |
| VfL Bochum             | 1-1 | MSV Duisburg         | (t.e.) (6-5 p) |
| FC Energie Cottbus     | 2-2 | FC Schalke 04        | (t.e.) (5-4 p) |
| SV Meppen              | 1-4 | FC Bayern München    |                |
| 1. FSV Mainz 05        | 2-0 | Hamburger SV         |                |
| Eintracht Trier        | 2-1 | TSV 1860 München     |                |
| Tennis Borussia Berlin | 2-3 | Hertha BSC Berlin    | (t.e.)         |

### Cuarta Ronda
| 30 de noviembre de 1999 | Eintracht Trier | 0 – 4   | Hansa Rostock                                              | Moselstadion, Trier                                          |                                                              |
|                         |                 | Reporte | Arvidsson 63' · Brand 66' · Breitkreutz 80' · Baumgart 82' | Asistencia: 13 000 espectadores Árbitro(s): Hermann Albrecht | Asistencia: 13 000 espectadores Árbitro(s): Hermann Albrecht |

| 30 de noviembre de 1999 | SC Freiburg             | 2 – 0   | Energie Cottbus | Dreisamstadion, Friburgo                                      |                                                               |
|                         | Sellimi 45' · Bruns 49' | Reporte |                 | Asistencia: 10 000 espectadores Árbitro(s): Winfried Buchhart | Asistencia: 10 000 espectadores Árbitro(s): Winfried Buchhart |

| 30 de noviembre de 1999 | Mainz 05                | 2 – 1 (t. s.) | Hertha BSC | Stadion am Bruchweg, Mainz                                   |                                                              |
|                         | Thurk 82' · Machado 98' | Reporte       | Preetz 67' | Asistencia: 14 900 espectadores Árbitro(s): Helmut Fleischer | Asistencia: 14 900 espectadores Árbitro(s): Helmut Fleischer |

| 30 de noviembre de 1999 | VfB Stuttgart                         | 4 – 0   | 1. FC Köln | Gottlieb-Daimler-Stadion, Stuttgart                          |                                                              |
|                         | Ganea 37' 63' · Pinto 52' · Hosny 90' | Reporte |            | Asistencia: 15 000 espectadores Árbitro(s): Franz-Xaver Wack | Asistencia: 15 000 espectadores Árbitro(s): Franz-Xaver Wack |

| 1 de diciembre de 1999 | Waldhof Mannheim | 0 – 3   | Bayern Munich                                 | Carl-Benz-Stadion, Mannheim                             |                                                         |
|                        |                  | Reporte | Jeremies 36' · Zickler 80' · Salihamidžić 84' | Asistencia: 27 000 espectadores Árbitro(s): Jürgen Aust | Asistencia: 27 000 espectadores Árbitro(s): Jürgen Aust |

| 1 de diciembre de 1999 | Werder Bremen   | 2 – 1   | SSV Ulm 1846 | Weserstadion, Bremen                                |                                                     |
|                        | Pizarro 21' 88' | Reporte | Leandro 33'  | Asistencia: 8000 espectadores Árbitro(s): Heinemann | Asistencia: 8000 espectadores Árbitro(s): Heinemann |

| 1 de diciembre de 1999 | Stuttgarter Kickers         | 3 – 2 (t. s.) | Arminia Bielefeld                 | GAZI-Stadion auf der Waldau, Stuttgart                          |                                                                 |
|                        | Marić 55' · Kevrić 71' 110' | Reporte       | Wichniarek 75' · Özkan 79' (a.g.) | Asistencia: 4600 espectadores Árbitro(s): Lutz Michael Fröhlich | Asistencia: 4600 espectadores Árbitro(s): Lutz Michael Fröhlich |

| 1 de diciembre de 1999 | VfL Bochum                                           | 5 – 4   | VfL Wolfsburg                                       | Ruhrstadion, Bochum                                     |                                                         |
|                        | Weber 41' 43' · Peschel 47' (pen.) · Baştürk 58' 90' | Reporte | Feldhoff 28' · Thomsen 40' · Akonnor 55' 84' (pen.) | Asistencia: 10 900 espectadores Árbitro(s): Lutz Wagner | Asistencia: 10 900 espectadores Árbitro(s): Lutz Wagner |

### Cuartos de final
| 21 de diciembre de 1999 | VfL Bochum | 1 – 2   | Werder Bremen  | Ruhrstadion, Bochum                                     |                                                         |
|                         | Weber 63'  | Reporte | Aílton 79' 87' | Asistencia: 20 000 espectadores Árbitro(s): Markus Merk | Asistencia: 20 000 espectadores Árbitro(s): Markus Merk |

| 21 de diciembre de 1999 | Stuttgarter Kickers | 1 – 0   | SC Freiburg | GAZI-Stadion auf der Waldau, Stuttgart                |                                                       |
|                         | Marić 39'           | Reporte |             | Asistencia: 10 000 espectadores Árbitro(s): Heinemann | Asistencia: 10 000 espectadores Árbitro(s): Heinemann |

| 22 de diciembre de 1999 | Bayern Munich                                        | 3 – 0   | Mainz 05 | Olympiastadion, Munich                                      |                                                             |
|                         | Herzberger 18' (a.g.) · Jancker 63' · Santa Cruz 70' | Reporte |          | Asistencia: 11 200 espectadores Árbitro(s): Hartmut Strampe | Asistencia: 11 200 espectadores Árbitro(s): Hartmut Strampe |

| 22 de diciembre de 1999 | Hansa Rostock     | 2 – 1   | VfB Stuttgart | Ostseestadion, Rostock                                   |                                                          |
|                         | Arvidsson 16' 37' | Reporte | Dundee 18'    | Asistencia: 12 500 espectadores Árbitro(s): Hellmut Krug | Asistencia: 12 500 espectadores Árbitro(s): Hellmut Krug |

### Semifinales
| 15 de febrero de 2000 | Werder Bremen               | 2 – 1 (t. s.) | Stuttgarter Kickers | Weserstadion, Bremen                                      |                                                           |
|                       | Dabrowski 2' · Maximov 103' | Reporte       | Özkan 83'           | Asistencia: 18 700 espectadores Árbitro(s): Jürgen Jansen | Asistencia: 18 700 espectadores Árbitro(s): Jürgen Jansen |

| 16 de febrero de 2000 | Bayern Munich                    | 3 – 2   | Hansa Rostock             | Olympiastadion, Munich                                      |                                                             |
|                       | Santa Cruz 58' 66' · Kuffour 76' | Reporte | Weilandt 75' · Wibran 82' | Asistencia: 10 000 espectadores Árbitro(s): Edgar Steinborn | Asistencia: 10 000 espectadores Árbitro(s): Edgar Steinborn |

### Final
| 6 de mayo de 2000 | Werder Bremen | 0–3     | Bayern Munich                               | Olympiastadion, Berlin                                  |                                                         |
|                   |               | Reporte | - Élber 57' - Paulo Sérgio 83' - Scholl 90' | Asistencia: 76 000 espectadores Árbitro(s): Alfons Berg | Asistencia: 76 000 espectadores Árbitro(s): Alfons Berg |

| Werder Bremen | Bayern Munich |

| POR           | 1  | Frank Rost        | Amonestado |     |
| DEF           | 22 | Torsten Frings    | Amonestado |     |
| DEF           | 33 | Mike Barten       |            |     |
| DEF           | 6  | Frank Baumann     |            |     |
| DEF           | 13 | Andree Wiedener   | Amonestado | 16' |
| MED           | 5  | Dieter Eilts      |            | 64' |
| MED           | 8  | Bernhard Trares   | Amonestado | 72' |
| MED           | 17 | Marco Bode        |            |     |
| MED           | 18 | Andi Herzog       | Amonestado |     |
| DEL           | 10 | Claudio Pizarro   |            |     |
| DEL           | 32 | Aílton            | Amonestado |     |
| Substitutos:  |    |                   |            |     |
| POR           | 12 | Stefan Brasas     |            |     |
| DEF           | 19 | Viktor Skrypnyk   |            | 16' |
| DEF           | 28 | Razundara Tjikuzu |            |     |
| MED           | 3  | Raphaël Wicky     |            | 72' |
| MED           | 4  | Dirk Flock        |            | 64' |
| DEL           | 9  | Rade Bogdanović   |            |     |
| DEL           | 25 | Sören Seidel      |            |     |
| Entrenador:   |    |                   |            |     |
| Thomas Schaaf |    |                   |            |     |

| POR             | 1  | Oliver Kahn        |            |     |
| DEF             | 2  | Markus Babbel      |            |     |
| DEF             | 5  | Patrik Andersson   |            |     |
| DEF             | 4  | Samuel Kuffour     |            |     |
| DEF             | 18 | Michael Tarnat     |            |     |
| MED             | 20 | Hasan Salihamidžić | Amonestado |     |
| MED             | 11 | Stefan Effenberg   | Amonestado | 80' |
| MED             | 16 | Jens Jeremies      | Amonestado |     |
| MED             | 13 | Paulo Sérgio       |            |     |
| DEL             | 9  | Giovane Élber      | Amonestado | 86' |
| DEL             | 19 | Carsten Jancker    |            | 73' |
| Substitutos:    |    |                    |            |     |
| POR             | 22 | Bernd Dreher       |            |     |
| DEF             | 3  | Bixente Lizarazu   |            |     |
| DEF             | 25 | Thomas Linke       |            |     |
| MED             | 6  | Michael Wiesinger  |            |     |
| MED             | 7  | Mehmet Scholl      |            | 86' |
| MED             | 17 | Thorsten Fink      |            | 80' |
| DEL             | 24 | Roque Santa Cruz   |            | 73' |
| Entrenador:     |    |                    |            |     |
| Ottmar Hitzfeld |    |                    |            |     |